# Dinemoura ferox
Dinemoura ferox is een eenoogkreeftjessoort uit de familie van de Pandaridae. De wetenschappelijke naam van de soort is voor het eerst geldig gepubliceerd in 1838 door Krøyer.